# Barranc del Doratori
El Barranc del Doratori és un barranc del terme de Castell de Mur, a l'antic terme de Mur.
Es forma a llevant de los Masos, des d'on davalla cap al sud-est i s'aboca en el barranc del Prat de la Font de Roca en uns 400 metres de recorregut. Tanmateix, les aigües d'aquest barranc no arriben del tot al seu final, ja que es perd en uns camps de conreu en el lloc on hi havia hagut uns petits estanys.